# Find
find é um aplicativo para linha de comando de busca de arquivos utilizado em sistemas operativos Unix-like e derivados. Ele procura por um ou mais diretórios na árvore da estrutura do sistema de arquivos, localizando arquivos baseados em um critério estabelecido pelo utilizador. Ele também suporta expressões regulares, e pode ser usado para aplicar um filtro especifico em vários arquivos.

## Exemplos de uso
O comando abaixo busca arquivos criados a menos de três minutos e que possuem extensão "txt":
```
find
 
~
 
-cmin
 
-3
 
-iname
 
'*.txt'

```

os mesmos resultados do comando anterior podem ser obtidos com uma sintaxe que explicite matematicamente a operação, conforme apresentado a seguir:
```
find
 
~/
 
\(
 
-cmin
 
-3
 
-a
 
-iname
 
*.txt
 
\)

```

O comando abaixo busca arquivos maiores que 500MB:
```
find
 
~/
 
-size
 
+500M

```

O comando abaixo busca arquivos do tipo PDF (iname ignora maiúsculas):
```
find
 
~/
 
-iname
 
*.pdf

```

O comando abaixo conta quantos arquivos ".txt" há na pasta pessoal "~/" (combinando com o comando wc):
```
find
 
~/
 
-iname
 
*.txt
 
|
 
wc
 
-l

```

O comando abaixo mostra todos os arquivos PDF que não sejam maiores que 2000 bytes. Tudo que estiver após a exclamação será negado:
```
find
 
~/
 
-iname
 
*.pdf
 
!
 
-size
 
+2000

```

O comando abaixo procura por arquivos de um usuário especifico:
```
find
 
/
 
-user
 
sergio
find
 
.
 
-user
 
root

```

O comando abaixo busca com opções. no caso, arquivos html ou htm:
```
find
 
~/
 
\(
 
-name
 
*.htm
 
-o
 
-name
 
*.html
 
\)
 
-atime
 
+5
find
 
~/
 
-iregex
 
'.*html?'
 
-atime
 
+5

```

O comando abaixo procura por uma lista de arquivos e os apaga (combinando com o comando rm):
```
find
 
~/.Trash
 
-iname
 
*.txt
 
|
 
xargs
 
rm
 
-rf

```

```
find
 
~/
 
-type
 
f
 
-print0
 
|
 
xargs
 
-0
 
chmod
 
755

  
# usando o print0 conseguimos pegar arquivos com nomes

  
# que contenham espaços

 

   
find
 
/originalPath/
 
-name
 
*.mp3
 
-print0
 
|
 
xargs
 
-0
 
-i
 
cp
 
./
{}
 
/destinationPath/

 

   
find
 
./
 
-maxdepth
 
1
 
-iname
 
"*.doc"
 
-print0
 
|
 
xargs
 
-0
 
-i
 
cp
 
./
{}
 
/home/germana/Desktop/

```

O comando abaixo procura todos os arquivos ".conf" que contenham número IP:
```
find
 
/etc
 
-name
 
*.conf
 
|
 
xargs
 
grep
 
-Hn
 
'[0-9][0-9]*[.][0-9][0-9]*[.][0-9][0-9]*[.][0-9][0-9]*'

```